# 2011-es U17-es labdarúgó-világbajnokság
A 2011-es U17-es labdarúgó-világbajnokság a 14. ilyen jellegű torna volt. A világbajnokságon 1994. január 1. után született labdarúgók vehettek részt.
A tornát Mexikóban, június 18. és július 10. között rendezték, 24 csapat részvételével. A világbajnokságot a házigazda mexikói csapat nyerte, amelynek ez volt a második U17-es világbajnoki győzelme. Először nyert U17-es világbajnokságot a rendező ország csapata.

## Helyszínek
A világbajnokság mérkőzéseit az alábbi hét helyszínen rendezték:
| Mexikóváros         | Guadalajara                                                                                    | San Nicolás de los Garza                                                                       |
| ------------------- | ---------------------------------------------------------------------------------------------- | ---------------------------------------------------------------------------------------------- |
| Estadio Azteca      | Estadio Omnilife                                                                               | Estadio Universitario                                                                          |
| Férőhely: 105 064   | Férőhely: 49 850                                                                               | Férőhely: 43 257                                                                               |
|                     |                                                                                                |                                                                                                |
| Pachuca             | Mexikóváros Torreón San Nicolás de los Garza Guadalajara Morelia Pachuca Santiago de Querétaro | Mexikóváros Torreón San Nicolás de los Garza Guadalajara Morelia Pachuca Santiago de Querétaro |
| Estadio Hidalgo     | Mexikóváros Torreón San Nicolás de los Garza Guadalajara Morelia Pachuca Santiago de Querétaro | Mexikóváros Torreón San Nicolás de los Garza Guadalajara Morelia Pachuca Santiago de Querétaro |
| Férőhely: 30 000    | Mexikóváros Torreón San Nicolás de los Garza Guadalajara Morelia Pachuca Santiago de Querétaro | Mexikóváros Torreón San Nicolás de los Garza Guadalajara Morelia Pachuca Santiago de Querétaro |
|                     | Mexikóváros Torreón San Nicolás de los Garza Guadalajara Morelia Pachuca Santiago de Querétaro | Mexikóváros Torreón San Nicolás de los Garza Guadalajara Morelia Pachuca Santiago de Querétaro |
| Querétaro           | Torreón                                                                                        | Morelia                                                                                        |
| Estadio Corregidora | Estadio TSM Corona                                                                             | Estadio Morelos                                                                                |
| Férőhely: 35 550    | Férőhely: 30 000                                                                               | Férőhely: 41 500                                                                               |
|                     |                                                                                                |                                                                                                |

## Résztvevők
| Szövetség                                         | Selejtezőtorna                                  | Csapatok                                                              |
| ------------------------------------------------- | ----------------------------------------------- | --------------------------------------------------------------------- |
| AFC (Ázsia)                                       | 2010-es U16-os Ázsia-kupa                       | Ausztrália · Japán · Észak-Korea · Üzbegisztán                        |
| CAF (Afrika)                                      | 2011-es U17-es Afrika-kupa                      | Burkina Faso · Kongó · Elefántcsontpart · Ruanda                      |
| CONCACAF (Észak és Közép-amerikai, Karibi térség) | 2011-es U17-es CONCACAF-aranykupa               | Kanada · Egyesült Államok · Jamaica · Panama                          |
| CONMEBOL (Dél-Amerika)                            | 2011-es U17-es dél-amerikai Labdarúgó-bajnokság | Brazília · Uruguay · Argentína · Ecuador                              |
| OFC (Óceánia)                                     | 2011-es U17-es óceániai-bajnokság               | Új-Zéland                                                             |
| UEFA (Európa)                                     | 2011-es U17-es labdarúgó-Európa-bajnokság       | Anglia · Csehország · Dánia · Franciaország · Hollandia · Németország |
| Rendező ország                                    | Rendező ország                                  | Mexikó                                                                |

## Eredmények
Az időpontok helyi időben (UTC–5) értendők.

### Csoportkör
A csoportok sorsolását 2011. május 17-én tartották Mexikóvárosban. A kalapokból minden csoportba egy-egy csapatot sorsoltak.
| A kalap                                                                   | B kalap                                                                  | C kalap                                                            | D kalap                                                              |
| ------------------------------------------------------------------------- | ------------------------------------------------------------------------ | ------------------------------------------------------------------ | -------------------------------------------------------------------- |
| Mexikó · Németország · Anglia · Brazília · Argentína · Egyesült Államok · | Kongó · Burkina Faso · Elefántcsontpart · Ruanda · Jamaica · Új-Zéland · | Kanada · Panama · Japán · Észak-Korea · Ausztrália · Üzbegisztán · | Dánia · Hollandia · Franciaország · Csehország · Uruguay · Ecuador · |

A csoportkörben minden csapat játszott a másik három csapattal egy-egy mérkőzést, így összesen 6 mérkőzésre került sor mind a hat csoportban. A csoportokból az első két helyezett, és a négy legjobb harmadik helyezett jutott tovább. Minden csoportban az utolsó két mérkőzést azonos időpontban játszották.
A csoportokban a következők szerint kellett a sorrendet meghatározni:
1. több szerzett pont az összes mérkőzésen (egy győzelemért 3 pont, egy döntetlenért 1 pont jár, a vereségért nem jár pont)
2. jobb gólkülönbség az összes mérkőzésen
3. több lőtt gól az összes mérkőzésen

Ha két vagy több csapat a fenti három kritérium alapján is azonos eredménnyel állt, akkor a következők szerint kellett meghatározni a sorrendet:
1. több szerzett pont az azonosan álló csapatok között lejátszott mérkőzéseken
2. jobb gólkülönbség az azonosan álló csapatok között lejátszott mérkőzéseken
3. több lőtt gól az azonosan álló csapatok között lejátszott mérkőzéseken
4. sorsolás

| Színmagyarázat                                                                      |
| ----------------------------------------------------------------------------------- |
| A csoportok első két helyezettje bejutott a nyolcaddöntőbe.                         |
| A csoportok legjobb négy harmadik helyezettje bejutott a nyolcaddöntőbe.            |
| A csoportok két legrosszabb harmadik helyezettje és a negyedik helyezettek kiestek. |

#### A csoport
| Csapat      | M | Gy | D | V | G+ | G– | Gk | P |
| ----------- | - | -- | - | - | -- | -- | -- | - |
| Mexikó      | 3 | 3  | 0 | 0 | 8  | 4  | +4 | 9 |
| Kongó       | 3 | 1  | 1 | 1 | 3  | 3  | 0  | 4 |
| Észak-Korea | 3 | 0  | 2 | 1 | 3  | 5  | –2 | 2 |
| Hollandia   | 3 | 0  | 1 | 2 | 3  | 5  | –2 | 1 |

| 2011. június 18. 15:00 |

| Mexikó                                             | 3–1               | Észak-Korea |
| -------------------------------------------------- | ----------------- | ----------- |
| Fierro 37' Jong Kwang-Sok 68' (öngól) Casillas 86' | (1–1) Jegyzőkönyv | Jo Kwang 3' |

| Estadio Morelos, Morelia Nézőszám: 3000 Játékvezető: Stephan Studer (svájci) |

| 2011. június 18. 18:00 |

| Kongó       | 1–0               | Hollandia |
| ----------- | ----------------- | --------- |
| Kounkou 53' | (0–0) Jegyzőkönyv |           |

| Estadio Morelos, Morelia Nézőszám: 43 000 Játékvezető: Jafaeth Perea Amador (panamai) |

| 2011. június 21. 15:00 |

| Észak-Korea       | 1–1               | Hollandia       |
| ----------------- | ----------------- | --------------- |
| Kang Nam-Gwon 48' | (0–0) Jegyzőkönyv | Gravenberch 75' |

| Estadio Morelos, Morelia Nézőszám: 500 Játékvezető: Neant Alioum (kameruni) |

| 2011. június 21. 18:00 |

| Mexikó                    | 2–1               | Kongó     |
| ------------------------- | ----------------- | --------- |
| Espericueta 40' Gómez 85' | (1–0) Jegyzőkönyv | Epako 73' |

| Estadio Morelos, Morelia Nézőszám: 5710 Játékvezető: Tony Chapron (francia) |

| 2011. június 24. 18:00 |

| Észak-Korea      | 1–1               | Kongó        |
| ---------------- | ----------------- | ------------ |
| Ju Jong-Chol 14' | (1–0) Jegyzőkönyv | Nkounkou 75' |

| Estadio Morelos, Morelia Nézőszám: 14 206 Játékvezető: Pavel Královec (cseh) |

| 2011. június 24. 18:00 |

| Mexikó                                 | 3–2               | Hollandia              |
| -------------------------------------- | ----------------- | ---------------------- |
| Casillas 29' Fierro 43' González 90+4' | (2–0) Jegyzőkönyv | Depay 47' Ebecilio 63' |

| Estadio Universitario, San Nicolás de los Garza Nézőszám: 29 000 Játékvezető: Víctor Carrillo (perui) |

#### B csoport
| Csapat        | M | Gy | D | V | G+ | G– | Gk | P |
| ------------- | - | -- | - | - | -- | -- | -- | - |
| Japán         | 3 | 2  | 1 | 0 | 5  | 2  | +3 | 7 |
| Franciaország | 3 | 1  | 2 | 0 | 5  | 2  | +3 | 5 |
| Argentína     | 3 | 1  | 0 | 2 | 3  | 7  | –4 | 3 |
| Jamaica       | 3 | 0  | 1 | 2 | 2  | 4  | –2 | 1 |

| 2011. június 18. 15:00 |

| Franciaország             | 3–0               | Argentína |
| ------------------------- | ----------------- | --------- |
| Benzia 35' 45' Haller 38' | (3–0) Jegyzőkönyv |           |

| Estadio Universitario, San Nicolás de los Garza Nézőszám: 6200 Játékvezető: Roberto García Orozco (mexikói) |

| 2011. június 18. 18:00 |

| Japán         | 1–0               | Jamaica |
| ------------- | ----------------- | ------- |
| Matsumoto 61' | (0–0) Jegyzőkönyv |         |

| Estadio Universitario, San Nicolás de los Garza Nézőszám: 8000 Játékvezető: Neant Alioum (kameruni) |

| 2011. június 21. 15:00 |

| Japán                 | 1–1               | Franciaország |
| --------------------- | ----------------- | ------------- |
| Ishige 49' (11-esből) | (0–1) Jegyzőkönyv | Yaisien 24'   |

| Estadio Universitario, San Nicolás de los Garza Nézőszám: 4827 Játékvezető: Víctor Carrillo (perui) |

| 2011. június 21. 18:00 |

| Jamaica    | 1–2               | Argentína          |
| ---------- | ----------------- | ------------------ |
| Barnes 89' | (0–1) Jegyzőkönyv | Silva 23' Pugh 63' |

| Estadio Universitario, San Nicolás de los Garza Nézőszám: 9150 Játékvezető: Pavel Královec (cseh) |

| 2011. június 24. 15:00 |

| Japán                        | 3–1               | Argentína    |
| ---------------------------- | ----------------- | ------------ |
| Takagi 4' Ueda 20' Akino 74' | (2–0) Jegyzőkönyv | Ferreira 87' |

| Estadio Morelos, Morelia Nézőszám: 10 200 Játékvezető: Neant Alioum (kameruni) |

| 2011. június 24. 15:00 |

| Jamaica  | 1–1               | Franciaország |
| -------- | ----------------- | ------------- |
| Lewis 9' | (1–0) Jegyzőkönyv | Benzia 58'    |

| Estadio Universitario, San Nicolás de los Garza Nézőszám: 7566 Játékvezető: Helder Martins de Carvalho (angolai) |

#### C csoport
| Csapat  | M | Gy | D | V | G+ | G– | Gk | P |
| ------- | - | -- | - | - | -- | -- | -- | - |
| Anglia  | 3 | 2  | 1 | 0 | 6  | 2  | +4 | 7 |
| Uruguay | 3 | 2  | 0 | 1 | 4  | 2  | +2 | 6 |
| Kanada  | 3 | 0  | 2 | 1 | 2  | 5  | –3 | 2 |
| Ruanda  | 3 | 0  | 1 | 2 | 0  | 3  | –3 | 1 |

| 2011. június 19. 15:00 |

| Ruanda | 0–2               | Anglia                |
| ------ | ----------------- | --------------------- |
|        | (0–0) Jegyzőkönyv | Hope 68' Sterling 86' |

| Estadio Hidalgo, Pachuca Nézőszám: 12 640 Játékvezető: Norbert Hauata (tahiti) |

| 2011. június 19. 18:00 |

| Uruguay                                        | 3–0               | Kanada |
| ---------------------------------------------- | ----------------- | ------ |
| Mascia 52' Mendez 85' (11-esből) Alvarez 90+3' | (0–0) Jegyzőkönyv |        |

| Estadio Hidalgo, Pachuca Nézőszám: 12 699 Játékvezető: Alexey Nikolaev (orosz) |

| 2011. június 22. 15:00 |

| Uruguay    | 1–0               | Ruanda |
| ---------- | ----------------- | ------ |
| Pais 90+5' | (0–0) Jegyzőkönyv |        |

| Estadio Hidalgo, Pachuca Nézőszám: 12 999 Játékvezető: Svein Oddvar Moen (norvég) |

| 2011. június 22. 18:00 |

| Kanada                 | 2–2               | Anglia                 |
| ---------------------- | ----------------- | ---------------------- |
| Jalali 50' Roberts 87' | (0–0) Jegyzőkönyv | Morgan 46' Turgott 77' |

| Estadio Hidalgo, Pachuca Nézőszám: 17 882 Játékvezető: Omar Ponce (ecuadori) |

- A kanadai Quillan Roberts lett az első játékos, aki kapusként egy FIFA-tornán gólt szerzett.[2]

| 2011. június 25. 15:00 |

| Uruguay | 0–2               | Anglia                   |
| ------- | ----------------- | ------------------------ |
|         | (0–1) Jegyzőkönyv | Chalobah 45' Clayton 58' |

| Estadio TSM Corona, Torreón Nézőszám: 11 410 Játékvezető: Ali Hamad Al-Badwawi (Egyesült Arab Emirátusi) |

| 2011. június 25. 15:00 |

| Kanada | 0–0         | Ruanda |
| ------ | ----------- | ------ |
|        | Jegyzőkönyv |        |

| Estadio Hidalgo, Pachuca Nézőszám: 5803 Játékvezető: Tony Chapron (francia) |

#### D csoport
| Csapat           | M | Gy | D | V | G+ | G– | Gk | P |
| ---------------- | - | -- | - | - | -- | -- | -- | - |
| Üzbegisztán      | 3 | 2  | 0 | 1 | 5  | 6  | –1 | 6 |
| Egyesült Államok | 3 | 1  | 1 | 1 | 4  | 2  | +2 | 4 |
| Új-Zéland        | 3 | 1  | 1 | 1 | 4  | 2  | +2 | 4 |
| Csehország       | 3 | 1  | 0 | 2 | 2  | 5  | –3 | 3 |

Új-Zéland és az Egyesült Államok azonos pontszámmal, azonos gólkülönbséggel és ugyanannyi szerzett góllal állt, az egymás ellen játszott mérkőzésük pedig döntetlen volt. Emiatt közöttük a sorrendet sorsolással határozták meg, amelynek eredményeképpen az Egyesült Államok lett a második, Új-Zéland pedig a harmadik helyezett.
| 2011. június 19. 15:00 |

| Üzbegisztán     | 1–4               | Új-Zéland                       |
| --------------- | ----------------- | ------------------------------- |
| T. Khakimov 39' | (1–2) Jegyzőkönyv | Carmichael 10' 36' 53' Vale 87' |

| Estadio TSM Corona, Torreón Nézőszám: 7561 Játékvezető: Helder Martins (angolai) |

| 2011. június 19. 18:00 |

| Egyesült Államok                     | 3–0               | Csehország |
| ------------------------------------ | ----------------- | ---------- |
| Guido 5' E. Rodriguez 52' Koroma 89' | (1–0) Jegyzőkönyv |            |

| Estadio TSM Corona, Torreón Nézőszám: 15 083 Játékvezető: Diego Abal (argentin) |

| 2011. június 22. 15:00 |

| Egyesült Államok | 1–2               | Üzbegisztán                  |
| ---------------- | ----------------- | ---------------------------- |
| Koroma 47'       | (0–1) Jegyzőkönyv | Davlatov 13' Makhstaliev 54' |

| Estadio TSM Corona, Torreón Nézőszám: 4133 Játékvezető: Alexey Nikolaev (orosz) |

| 2011. június 22. 18:00 |

| Csehország | 1–0               | Új-Zéland |
| ---------- | ----------------- | --------- |
| Julis 28'  | (1–0) Jegyzőkönyv |           |

| Estadio TSM Corona, Torreón Nézőszám: 10 105 Játékvezető: Roberto García Orozco (mexikói) |

| 2011. június 25. 18:00 |

| Egyesült Államok | 0–0         | Új-Zéland |
| ---------------- | ----------- | --------- |
|                  | Jegyzőkönyv |           |

| Estadio Hidalgo, Pachuca Nézőszám: 8556 Játékvezető: Bas Nijhuis (holland) |

| 2011. június 25. 18:00 |

| Csehország           | 1–2               | Üzbegisztán                     |
| -------------------- | ----------------- | ------------------------------- |
| Juliš 23' (11-esből) | (1–1) Jegyzőkönyv | T. Khakimov 44' Makhstaliev 73' |

| Estadio TSM Corona, Torreón Nézőszám: 14 673 Játékvezető: Raymon Bogle (jamaicai) |

#### E csoport
| Csapat       | M | Gy | D | V | G+ | G– | Gk  | P |
| ------------ | - | -- | - | - | -- | -- | --- | - |
| Németország  | 3 | 3  | 0 | 0 | 11 | 1  | +10 | 9 |
| Ecuador      | 3 | 2  | 0 | 1 | 5  | 7  | –2  | 6 |
| Panama       | 3 | 1  | 0 | 2 | 2  | 4  | –2  | 3 |
| Burkina Faso | 3 | 0  | 0 | 3 | 0  | 6  | –6  | 0 |

| 2011. június 20. 15:00 |

| Németország                                                | 6–1               | Ecuador    |
| ---------------------------------------------------------- | ----------------- | ---------- |
| Yeşil 31' 69' Röcker 54' Ayçiçek 61' Ducksch 85' Aydın 90' | (1–0) Jegyzőkönyv | Guerzo 51' |

| Estadio Corregidora, Santiago de Querétaro Nézőszám: 23 500 Játékvezető: Elmer Arturo Bonilla (salvadori) |

| 2011. június 20. 18:00 |

| Burkina Faso | 0–1               | Panama      |
| ------------ | ----------------- | ----------- |
|              | (0–1) Jegyzőkönyv | Aguilar 22' |

| Estadio Corregidora, Santiago de Querétaro Nézőszám: 25 167 Játékvezető: Bas Nijhuis (holland) |

| 2011. június 23. 15:00 |

| Burkina Faso | 0–3               | Németország                                 |
| ------------ | ----------------- | ------------------------------------------- |
|              | (0–2) Jegyzőkönyv | Günter 4' Ayçiçek 26' (11-esből) Weiser 64' |

| Estadio Corregidora, Santiago de Querétaro Nézőszám: 14 603 Játékvezető: Paul Delgadillo (mexikói) |

| 2011. június 23. 18:00 |

| Panama      | 1–2               | Ecuador                |
| ----------- | ----------------- | ---------------------- |
| Aguilar 33' | (1–0) Jegyzőkönyv | Jaime 61' Cevallos 82' |

| Estadio Corregidora, Santiago de Querétaro Nézőszám: 18 650 Játékvezető: Naváf Sukralláh (bahreini) |

| 2011. június 26. 15:00 |

| Burkina Faso | 0–2               | Ecuador                  |
| ------------ | ----------------- | ------------------------ |
|              | (0–0) Jegyzőkönyv | Cevallos 74' Mercado 76' |

| Estadio Omnilife, Guadalajara Nézőszám: 15 165 Játékvezető: Alexey Nikolaev (orosz) |

| 2011. június 26. 15:00 |

| Panama | 0–2               | Németország          |
| ------ | ----------------- | -------------------- |
|        | (0–2) Jegyzőkönyv | Aydın 10' Weiser 39' |

| Estadio Corregidora, Santiago de Querétaro Nézőszám: 28 500 Játékvezető: Norbert Hauata (tahiti) |

#### F csoport
| Csapat           | M | Gy | D | V | G+ | G– | Gk | P |
| ---------------- | - | -- | - | - | -- | -- | -- | - |
| Brazília         | 3 | 2  | 1 | 0 | 7  | 3  | +4 | 7 |
| Elefántcsontpart | 3 | 1  | 1 | 1 | 8  | 7  | +1 | 4 |
| Ausztrália       | 3 | 1  | 1 | 1 | 3  | 3  | 0  | 4 |
| Dánia            | 3 | 0  | 1 | 2 | 3  | 8  | –5 | 1 |

| 2011. június 20. 15:00 |

| Brazília                      | 3–0               | Dánia |
| ----------------------------- | ----------------- | ----- |
| Ademilson 32' 78' Wallace 57' | (1–0) Jegyzőkönyv |       |

| Estadio Omnilife, Guadalajara Nézőszám: 8845 Játékvezető: Ali Al Badwawi (Egyesült Arab Emirátusi) |

| 2011. június 20. 18:00 |

| Ausztrália                  | 2–1               | Elefántcsontpart |
| --------------------------- | ----------------- | ---------------- |
| Makarounas 51' Tombides 77' | (0–1) Jegyzőkönyv | Souleymane 18'   |

| Estadio Omnilife, Guadalajara Nézőszám: 20 728 Játékvezető: Raymond Bogle (jamaicai) |

| 2011. június 23. 15:00 |

| Ausztrália | 0–1               | Brazília   |
| ---------- | ----------------- | ---------- |
|            | (0–0) Jegyzőkönyv | Adryan 76' |

| Estadio Omnilife, Guadalajara Nézőszám: 21 159 Játékvezető: Stephen Studer (svájci) |

| 2011. június 23. 18:00 |

| Elefántcsontpart                      | 4–2               | Dánia                 |
| ------------------------------------- | ----------------- | --------------------- |
| Souleymane 23' 37' 41' (11-esből) 69' | (3–2) Jegyzőkönyv | Zohore 9' Fischer 32' |

| Estadio Omnilife, Guadalajara Nézőszám: 22 126 Játékvezető: Elmer Bonilla (salvadori) |

| 2011. június 26. 18:00 |

| Elefántcsontpart         | 3–3               | Brazília                                   |
| ------------------------ | ----------------- | ------------------------------------------ |
| S. Coulibaly 11' 33' 58' | (2–2) Jegyzőkönyv | Lucas Piazón 8' Ademilson 14' Adryan 90+3' |

| Estadio Omnilife, Guadalajara Nézőszám: 24 943 Játékvezető: Roberto García Orozco (mexikói) |

| 2011. június 27. 10:00 |

| Ausztrália    | 1–1               | Dánia        |
| ------------- | ----------------- | ------------ |
| Remington 89' | (0–1) Jegyzőkönyv | Sørensen 35' |

| Estadio Corregidora, Santiago de Querétaro Nézőszám: 2000 Játékvezető: Diego Abal (argentin) |

- A mérkőzés eredetileg 2011. június 26-án 18:00-kor kezdődött, azonban a 25. percben 1–0-s dán vezetésnél, a rossz időjárási körülmények miatt félbeszakadt, és aznap már nem lehetett folytatni a találkozót. A dán gólt Viktor Fischer szerezte a 11. percben. A versenybizottság döntése szerint június 27-én 10:00-tól a teljes 90 percet le kellett játszani, a félbeszakadt mérkőzés 1–0-s eredményét törölték.[4][5]

#### Harmadik helyezett csapatok sorrendje
| Csoport | Csapat      | M | Gy | D | V | G+ | G– | Gk | P |
| ------- | ----------- | - | -- | - | - | -- | -- | -- | - |
| D       | Új-Zéland   | 3 | 1  | 1 | 1 | 4  | 2  | +2 | 4 |
| F       | Ausztrália  | 3 | 1  | 1 | 1 | 3  | 3  | 0  | 4 |
| E       | Panama      | 3 | 1  | 0 | 2 | 2  | 4  | –2 | 3 |
| B       | Argentína   | 3 | 1  | 0 | 2 | 3  | 7  | –4 | 3 |
| A       | Észak-Korea | 3 | 0  | 2 | 1 | 3  | 5  | –2 | 2 |
| C       | Kanada      | 3 | 0  | 2 | 1 | 2  | 5  | –3 | 2 |

### Egyenes kieséses szakasz
A versenyszabályzat értelmében a döntetlennel végződő találkozó után nem rendeztek hosszabbítást, hanem rögtön büntetőpárbaj következett.
|  |                                       |                  |                       |                                      |                     |                     |                          |               |               |               |                          |                          |                          |  |  |       |       |       |
|  | Nyolcaddöntők                         | Nyolcaddöntők    | Nyolcaddöntők         |                                      |                     | Negyeddöntők        | Negyeddöntők             | Negyeddöntők  |               |               | Elődöntők                | Elődöntők                | Elődöntők                |  |  | Döntő | Döntő | Döntő |
|  | Nyolcaddöntők                         | Nyolcaddöntők    | Nyolcaddöntők         |                                      |                     | Negyeddöntők        | Negyeddöntők             | Negyeddöntők  |               |               | Elődöntők                | Elődöntők                | Elődöntők                |  |  | Döntő | Döntő | Döntő |
|  | június 29. – Morelia                  |                  |                       |                                      |                     |                     |                          |               |               |               |                          |                          |                          |  |  |       |       |       |
|  |                                       |                  |                       |                                      |                     |                     |                          |               |               |               |                          |                          |                          |  |  |       |       |       |
|  | A2                                    | Kongó            | 1                     |                                      |                     |                     |                          |               |               |               |                          |                          |                          |  |  |       |       |       |
|  | A2                                    | Kongó            | 1                     | július 3. – San Nicolás de los Garza |                     |                     |                          |               |               |               |                          |                          |                          |  |  |       |       |       |
|  | C2                                    | Uruguay          | 2                     |                                      |                     |                     |                          |               |               |               |                          |                          |                          |  |  |       |       |       |
|  | C2                                    | Uruguay          | 2                     |                                      |                     | Uruguay             | Uruguay                  | 2             |               |               |                          |                          |                          |  |  |       |       |       |
|  | június 29. – Torreón                  |                  |                       |                                      |                     | Uruguay             | Uruguay                  | 2             |               |               |                          |                          |                          |  |  |       |       |       |
|  |                                       |                  | Üzbegisztán           | Üzbegisztán                          | 0                   |                     |                          |               |               |               |                          |                          |                          |  |  |       |       |       |
|  | D1                                    | Üzbegisztán      | Üzbegisztán           | Üzbegisztán                          | 0                   | 4                   |                          |               |               |               |                          |                          |                          |  |  |       |       |       |
|  | D1                                    | Üzbegisztán      |                       |                                      |                     | 4                   | július 7. – Guadalajara  |               |               |               |                          |                          |                          |  |  |       |       |       |
|  | BEF3                                  | Ausztrália       | 0                     |                                      |                     |                     |                          |               |               |               |                          |                          |                          |  |  |       |       |       |
|  | BEF3                                  | Ausztrália       | 0                     |                                      |                     | Uruguay             | Uruguay                  | 3             |               |               |                          |                          |                          |  |  |       |       |       |
|  | június 29. – San Nicolás de los Garza |                  |                       |                                      |                     | Uruguay             | Uruguay                  | 3             |               |               |                          |                          |                          |  |  |       |       |       |
|  |                                       |                  | Brazília              | Brazília                             | 0                   |                     |                          |               |               |               |                          |                          |                          |  |  |       |       |       |
|  | B1                                    | Japán            | Brazília              | Brazília                             | 0                   | 6                   |                          |               |               |               |                          |                          |                          |  |  |       |       |       |
|  | B1                                    | Japán            | július 3. – Querétaro |                                      |                     | 6                   |                          |               |               |               |                          |                          |                          |  |  |       |       |       |
|  | ACD3                                  | Új-Zéland        | 0                     |                                      |                     |                     |                          |               |               |               |                          |                          |                          |  |  |       |       |       |
|  | ACD3                                  | Új-Zéland        | 0                     |                                      |                     | Japán               | Japán                    | 2             |               |               |                          |                          |                          |  |  |       |       |       |
|  | június 29. – Guadalajara              |                  |                       |                                      |                     | Japán               | Japán                    | 2             |               |               |                          |                          |                          |  |  |       |       |       |
|  |                                       |                  | Brazília              | Brazília                             | 3                   |                     |                          |               |               |               |                          |                          |                          |  |  |       |       |       |
|  | F1                                    | Brazília         | Brazília              | Brazília                             | 3                   | 2                   |                          |               |               |               |                          |                          |                          |  |  |       |       |       |
|  | F1                                    | Brazília         |                       |                                      |                     | 2                   | július 10. – Mexikóváros |               |               |               |                          |                          |                          |  |  |       |       |       |
|  | E2                                    | Ecuador          | 0                     |                                      |                     |                     |                          |               |               |               |                          |                          |                          |  |  |       |       |       |
|  | E2                                    | Ecuador          | 0                     |                                      |                     | Uruguay             | Uruguay                  | 0             |               |               |                          |                          |                          |  |  |       |       |       |
|  | június 30. – Querétaro                |                  |                       |                                      |                     | Uruguay             | Uruguay                  | 0             |               |               |                          |                          |                          |  |  |       |       |       |
|  |                                       |                  | Mexikó                | Mexikó                               | 2                   |                     |                          |               |               |               |                          |                          |                          |  |  |       |       |       |
|  | E1                                    | Németország      | Mexikó                | Mexikó                               | 2                   | 4                   |                          |               |               |               |                          |                          |                          |  |  |       |       |       |
|  | E1                                    | Németország      | július 4. – Morelia   |                                      |                     | 4                   |                          |               |               |               |                          |                          |                          |  |  |       |       |       |
|  | D2                                    | Egyesült Államok | 0                     |                                      |                     |                     |                          |               |               |               |                          |                          |                          |  |  |       |       |       |
|  | D2                                    | Egyesült Államok | 0                     |                                      |                     | Németország         | Németország              | 3             |               |               |                          |                          |                          |  |  |       |       |       |
|  | június 30. – Pachuca                  |                  |                       |                                      |                     | Németország         | Németország              | 3             |               |               |                          |                          |                          |  |  |       |       |       |
|  |                                       |                  | Anglia                | Anglia                               | 2                   |                     |                          |               |               |               |                          |                          |                          |  |  |       |       |       |
|  | C1                                    | Anglia           | Anglia                | Anglia                               | 2                   | 1 (4)               |                          |               |               |               |                          |                          |                          |  |  |       |       |       |
|  | C1                                    | Anglia           |                       |                                      |                     | 1 (4)               | július 7. – Torreón      |               |               |               |                          |                          |                          |  |  |       |       |       |
|  | ABF3                                  | Argentína        | 1 (2)                 |                                      |                     |                     |                          |               |               |               |                          |                          |                          |  |  |       |       |       |
|  | ABF3                                  | Argentína        | 1 (2)                 |                                      |                     | Németország         | Németország              | 2             |               |               |                          |                          |                          |  |  |       |       |       |
|  | június 30. – Querétaro                |                  |                       |                                      |                     | Németország         | Németország              | 2             |               |               |                          |                          |                          |  |  |       |       |       |
|  |                                       |                  | Mexikó                | Mexikó                               | 3                   |                     |                          | Bronzmérkőzés | Bronzmérkőzés | Bronzmérkőzés |                          |                          |                          |  |  |       |       |       |
|  | B2                                    | Franciaország    | Mexikó                | Mexikó                               | 3                   | 3                   |                          |               |               | Bronzmérkőzés |                          |                          |                          |  |  |       |       |       |
|  | B2                                    | Franciaország    |                       |                                      | július 4. – Pachuca | július 4. – Pachuca | július 4. – Pachuca      |               |               |               | július 10. – Mexikóváros | július 10. – Mexikóváros | július 10. – Mexikóváros |  |  |       |       |       |
|  | F2                                    | Elefántcsontpart | 2                     |                                      | július 4. – Pachuca | július 4. – Pachuca | július 4. – Pachuca      |               |               |               | július 10. – Mexikóváros | július 10. – Mexikóváros | július 10. – Mexikóváros |  |  |       |       |       |
|  | F2                                    | Elefántcsontpart | 2                     |                                      |                     | Franciaország       | Franciaország            | 1             | Brazília      | Brazília      | 3                        |                          |                          |  |  |       |       |       |
|  | június 30. – Pachuca                  |                  |                       |                                      |                     | Franciaország       | Franciaország            | 1             | Brazília      | Brazília      | 3                        |                          |                          |  |  |       |       |       |
|  |                                       |                  | Mexikó                | Mexikó                               | 2                   |                     |                          | Németország   | Németország   | 4             |                          |                          |                          |  |  |       |       |       |
|  | A1                                    | Mexikó           | Mexikó                | Mexikó                               | 2                   | 2                   |                          | Németország   | Németország   | 4             |                          |                          |                          |  |  |       |       |       |
|  | A1                                    | Mexikó           |                       |                                      |                     |                     |                          |               |               |               |                          |                          |                          |  |  |       |       |       |
|  | CDE3                                  | Panama           | 0                     |                                      |                     |                     |                          |               |               |               |                          |                          |                          |  |  |       |       |       |
|  | CDE3                                  | Panama           | 0                     |                                      |                     |                     |                          |               |               |               |                          |                          |                          |  |  |       |       |       |

#### Nyolcaddöntők
| 2011. június 29. 15:00 |

| Üzbegisztán                                                      | 4–0               | Ausztrália |
| ---------------------------------------------------------------- | ----------------- | ---------- |
| Makhstaliev 11' T. Khakimov 40' Chapman 66' (öngól) Yarbekov 89' | (2–0) Jegyzőkönyv |            |

| Estadio TSM Corona, Torreón Nézőszám: 8340 Játékvezető: Víctor Carrillo (perui) |

| 2011. június 29. 15:00 |

| Brazília              | 2–0               | Ecuador |
| --------------------- | ----------------- | ------- |
| Ademilson 16' Léo 87' | (1–0) Jegyzőkönyv |         |

| Estadio Omnilife, Guadalajara Nézőszám: 19 335 Játékvezető: Pavel Královec (cseh) |

| 2011. június 29. 18:00 |

| Kongó        | 1–2               | Uruguay               |
| ------------ | ----------------- | --------------------- |
| Binguila 53' | (0–0) Jegyzőkönyv | Moreira 65' Silva 86' |

| Estadio Morelos, Morelia Nézőszám: 12 350 Játékvezető: Raymon Bogle (jamaicai) |

| 2011. június 29. 18:00 |

| Japán                                                           | 6–0               | Új-Zéland |
| --------------------------------------------------------------- | ----------------- | --------- |
| Ishige 20' 22' Hayakawa 32' 80' Colvey 42' (öngól) Minamino 56' | (4–0) Jegyzőkönyv |           |

| Estadio Universitario, San Nicolás de los Garza Nézőszám: 7930 Játékvezető: Stephen Studer (svájci) |

| 2011. június 30. 15:00 |

| Németország                                 | 4–0               | Egyesült Államok |
| ------------------------------------------- | ----------------- | ---------------- |
| Günter 20' Weiser 40' Yeşil 43' Ducksch 50' | (3–0) Jegyzőkönyv |                  |

| Estadio Corregidora, Santiago de Querétaro Nézőszám: 16 191 Játékvezető: Omar Ponce (ecuadori) |

| 2011. június 30. 15:00 |

| Anglia                                       | 1–1               | Argentína                    |
| -------------------------------------------- | ----------------- | ---------------------------- |
| Sterling 40'                                 | (1–1) Jegyzőkönyv | Padilla 12'                  |
| Büntetőpárbaj                                |                   |                              |
| Magri Morgan Clayton Forster-Caskey Chalobah | 4–2               | Ocampos Pugh Iñíguez Allione |

| Estadio Hidalgo, Pacucha Nézőszám: 6807 Játékvezető: Naváf Sukralláh (bahreini) |

| 2011. június 30. 18:00 |

| Franciaország                        | 3–2               | Elefántcsontpart                 |
| ------------------------------------ | ----------------- | -------------------------------- |
| Benzia 37' (11-esből) 74' Nangis 65' | (1–2) Jegyzőkönyv | S. Coulibaly 3' Diarrassouba 25' |

| Estadio Corregidora, Santiago de Querétaro Nézőszám: 18 192 Játékvezető: Elmer Bonilla (salvadori) |

| 2011. június 30. 18:00 |

| Mexikó              | 2–0               | Panama |
| ------------------- | ----------------- | ------ |
| Fierro 2' Bueno 89' | (1–0) Jegyzőkönyv |        |

| Estadio Hidalgo, Pacucha Nézőszám: 15 415 Játékvezető: Svein Oddvar Moen (norvég) |

#### Negyeddöntők
| 2011. július 3. 15:00 |

| Uruguay                   | 2–0               | Üzbegisztán |
| ------------------------- | ----------------- | ----------- |
| Charamoni 29' Aguirre 64' | (1–0) Jegyzőkönyv |             |

| Estadio Universitario, San Nicolás de los Garza Nézőszám: 11 015 Játékvezető: Neant Alioum (kameruni) |

| 2011. július 3. 18:00 |

| Japán                     | 2–3               | Brazília                         |
| ------------------------- | ----------------- | -------------------------------- |
| Nakajima 77' Hayakawa 88' | (0–1) Jegyzőkönyv | Léo 16' Ademilson 48' Adryan 60' |

| Estadio Corregidora, Santiago de Querétaro Nézőszám: 30 123 Játékvezető: Roberto García Orozco (mexikói) |

| 2011. július 4. 15:00 |

| Németország            | 3–2               | Anglia                        |
| ---------------------- | ----------------- | ----------------------------- |
| Yeşil 7' 53' Ayhan 24' | (2–0) Jegyzőkönyv | Magri 67' (11-esből) Hope 83' |

| Estadio Morelos, Morelia Nézőszám: 16 020 Játékvezető: Pavel Královec (cseh) |

| 2011. július 4. 18:00 |

| Franciaország | 1–2               | Mexikó                   |
| ------------- | ----------------- | ------------------------ |
| Ikoko 17'     | (1–1) Jegyzőkönyv | Escamilla 14' Fierro 50' |

| Estadio Hidalgo, Pacucha Nézőszám: 21 960 Játékvezető: Ali Al Badwawi (Egyesült Arab Emirátusi) |

#### Elődöntők
| 2011. július 7. 15:00 |

| Uruguay                                            | 3–0               | Brazília |
| -------------------------------------------------- | ----------------- | -------- |
| Álvarez 20' (11-esből) San Martín 72' Méndez 90+5' | (1–0) Jegyzőkönyv |          |

| Estadio Omnilife, Guadalajara Nézőszám: 29 315 Játékvezető: Alexey Nikolaev (orosz) |

| 2011. július 7. 18:00 |

| Németország       | 2–3               | Mexikó                       |
| ----------------- | ----------------- | ---------------------------- |
| Yeşil 10' Can 60' | (1–1) Jegyzőkönyv | Gómez 3' 90' Espericueta 76' |

| Estadio TSM Corona, Torreón Nézőszám: 26 086 Játékvezető: Alexey Nikolaev (orosz) |

#### Bronzmérkőzés
| 2011. július 10. 15:00 |

| Brazília                                 | 3–4               | Németország                            |
| ---------------------------------------- | ----------------- | -------------------------------------- |
| Wellington 22' Adryan 29' (11-esből) 33' | (3–2) Jegyzőkönyv | Aydın 20' 63' Günter 45+1' Ayçiçek 55' |

| Estadio Azteca, Mexikóváros Nézőszám: 94 379 Játékvezető: Roberto García Orozco (mexikói) |

#### Döntő
| 2011. július 10. 18:00 |

| Uruguay | 0–2               | Mexikó                     |
| ------- | ----------------- | -------------------------- |
|         | (0–1) Jegyzőkönyv | Briseño 31' Casillas 90+2' |

| Estadio Azteca, Mexikóváros Nézőszám: 98 943 Játékvezető: Svein Oddvar Moen (norvég) |

### Díjak
| A 2011-es U17-es labdarúgó-világbajnokság győztese |
| -------------------------------------------------- |
| · Mexikó · 2. cím                                  |

| Aranylabda           | Ezüstlabda           | Bronzlabda    |
| -------------------- | -------------------- | ------------- |
| Julio Gómez          | Jonathan Espericueta | Carlos Fierro |
| Aranycipő            | Ezüstcipő            | Bronzcipő     |
| Souleymane Coulibaly | Samed Yesil          | Adryan        |
| 9 gólos              | 6 gólos              | 5 gólos       |
| Legjobb kapus        |                      |               |
| Jonathan Cubero      |                      |               |
| FIFA Fair Play-díj   |                      |               |
| Japán                |                      |               |

### Gólszerzők
9 gólos
- Souleymane Coulibaly

6 gólos
- Samed Yeşil

5 gólos
- Ademilson
- Adryan
- Yassine Benzia

4 gólos
- Carlos Fierro
- Okan Aydın

3 gólos
| - Levent Ayçiçek - Koray Günter - Mitchell Weiser | - Fumiya Hayakawa - Hideki Ishige - Giovani Casillas - Julio Enrique Gómez | - Stephen Carmichael - Timur Khakimov - Abbosbek Makhstaliev |

2 gólos
| - Léo - Lukáš Juliš - José Francisco Cevallos - Hallam Hope | - Raheem Sterling - Marvin Ducksch - Jonathan Espericueta - Jorman Aguilar | - Elbio Álvarez - Guillermo Méndez - Alfred Koroma |

1 gólos
| - Brian Ferreira - Maximiliano Padilla - Lucas Pugh - Jonathan Silva - Jesse Makarounas - Luke Remington - Dylan Tombides - Lucas Piazón - Wallace - Wellington - Sadi Jalali - Quillan Roberts - Hardy Binguila - Bel-Ange Epako - Justalain Kounkou - Christ Nkounkou - Drissa Diarrassouba - Viktor Fischer - Lee Rochester Sørensen - Kenneth Zohore - Carlos Gruezo - Jordan Jaime | - Kevin Mercado - Nathaniel Chalobah - Max Clayton - Sam Magri - Adam Morgan - Blair Turgott - Sébastien Haller - Jordan Ikoko - Lenny Nangis - Abdallah Yaisien - Kaan Ayhan - Emre Can - Cimo Röcker - Zhelano Barnes - Andre Lewis - Hiroki Akino - Masaya Matsumoto - Takumi Minamino - Shoya Nakajima - Daisuke Takagi - Ueda Naomicsi | - Antonio Briseño - Marco Bueno - Kevin Escamilla - Alfonso González - Memphis Depay - Kyle Ebecilio - Danzell Gravenberch - Jordan Vale - Jo Kwang - Ju Jong-Chol - Kang Nam-Gwon - Alejandro Guido - Esteban Rodriguez - Rodrigo Aguirre - Santiago Charamoni - Juan Cruz Mascia - Maximiliano Moreira - Leonardo Pais - Juan San Martín - Gastón Silva - Bobir Davlatov - Davlatbek Yarbekov |

Öngólos
- Connor Chapman (Üzbegisztán ellen)
- Kip Colvey (Japán ellen)
- Jong Kwang-Sok (Mexikó ellen)

### Végeredmény
Az első négy helyezett utáni sorrend nem tekinthető hivatalosnak, mivel ezekért a helyekért nem játszottak mérkőzéseket. Ezért e helyezések meghatározásához az alábbiak lettek figyelembe véve:
1. több szerzett pont (a 11-esekkel eldöntött találkozók a hosszabbítást követő eredménnyel, döntetlenként vannak feltüntetve)
2. jobb gólkülönbség
3. több szerzett gól

A hazai csapat eltérő háttérszínnel kiemelve.
| Helyezés | Nemzet           | M | Gy | D | V | G+ | G– | Gk  | P  |
| -------- | ---------------- | - | -- | - | - | -- | -- | --- | -- |
| Arany    | Mexikó           | 7 | 7  | 0 | 0 | 17 | 7  | +10 | 21 |
| Ezüst    | Uruguay          | 7 | 5  | 0 | 2 | 11 | 5  | +6  | 15 |
| Bronz    | Németország      | 7 | 6  | 0 | 1 | 24 | 9  | +15 | 18 |
| 4.       | Brazília         | 7 | 4  | 1 | 2 | 15 | 12 | +3  | 13 |
|          |                  |   |    |   |   |    |    |     |    |
| 5.       | Japán            | 5 | 3  | 1 | 1 | 13 | 5  | +8  | 10 |
| 6.       | Üzbegisztán      | 5 | 3  | 0 | 2 | 9  | 8  | +1  | 9  |
| 7.       | Anglia           | 5 | 2  | 2 | 1 | 9  | 6  | +3  | 8  |
| =        | Franciaország    | 5 | 2  | 2 | 1 | 9  | 6  | +3  | 8  |
|          |                  |   |    |   |   |    |    |     |    |
| 9.       | Ecuador          | 4 | 2  | 0 | 2 | 5  | 9  | –4  | 6  |
| 10.      | Elefántcsontpart | 4 | 1  | 1 | 2 | 10 | 10 | 0   | 4  |
| 11.      | Kongó            | 4 | 1  | 1 | 2 | 4  | 5  | –1  | 4  |
| 12.      | Egyesült Államok | 4 | 1  | 1 | 2 | 4  | 6  | –2  | 4  |
| 13.      | Argentína        | 4 | 1  | 1 | 2 | 4  | 8  | –4  | 4  |
| =        | Új-Zéland        | 4 | 1  | 1 | 2 | 4  | 8  | –4  | 4  |
| 15.      | Ausztrália       | 4 | 1  | 1 | 2 | 3  | 7  | –4  | 4  |
| 16.      | Panama           | 4 | 1  | 0 | 3 | 2  | 6  | –4  | 3  |
|          |                  |   |    |   |   |    |    |     |    |
| 17.      | Csehország       | 3 | 1  | 0 | 2 | 2  | 5  | –3  | 3  |
| 18.      | Észak-Korea      | 3 | 0  | 2 | 1 | 3  | 5  | –2  | 2  |
| 19.      | Kanada           | 3 | 0  | 2 | 1 | 2  | 5  | –3  | 2  |
| 20.      | Hollandia        | 3 | 0  | 1 | 2 | 3  | 5  | –2  | 1  |
| 21.      | Jamaica          | 3 | 0  | 1 | 2 | 2  | 4  | –2  | 1  |
| 22.      | Ruanda           | 3 | 0  | 1 | 2 | 0  | 3  | –3  | 1  |
| 23.      | Dánia            | 3 | 0  | 1 | 2 | 3  | 8  | –5  | 1  |
| 24.      | Burkina Faso     | 3 | 0  | 0 | 3 | 0  | 6  | –6  | 0  |